# マネましょう当てまショー
『マネましょう当てまショー』（マネましょうあてまショー）は、1963年1月2日から同年6月26日まで日本テレビ系列局で放送されていた日本テレビ製作のものまねバラエティ番組である。ライオン歯磨とライオン油脂（現・ライオン）のグループ単独提供で、「ライオンプレゼント」をサブタイトルに冠していた。放送時間は毎週水曜 12:15 - 12:40 （日本標準時）。

## 概要
ものまね番組にクイズ番組の要素を盛り込んだ内容で放送。収録は読売会館のNTVホールで行われていた。
まず出場者全員が自分がまねしようと思った人物・動物になって登場し、司会の前田武彦とやりとりする。その後に視聴者代表の予想グループが出場者の誰が優勝するのかを予想し、次いで出場者がものまね・歌まねをし、それを審査員が採点していた。賞金はチャンピオンに1万円、予想クイズ5万円で、5週連続チャンピオンになった出場者には賞金5万円が贈られた。
「初笑い大会」と称して行われた第1回は前夜祭的な内容で放送されていた。

## 出演者

### 司会
- 前田武彦 - 構成も兼任。

### アシスタント
- 円木紀久美

### レギュラー審査員
- 玉川一郎
- 牧野周一
- 笠置シズ子

審査員はこの3人のほかに、ゲスト1人を加えた計4人で構成されていた。